# Paulo Paim
Paulo Renato Paim, ou surnommé Paulo Paim, né le 15 mars 1950 à Caxias do Sul, est un ancien ouvrier métallurgiste et homme politique brésilien. Il est sénateur depuis 2003.
Ancien dirigeant syndical et membre historique du PT, avec un parcours similaire à Lula ou Vicentinho, il devient député fédéral entre 1987 et 2003, avant d'être élu sénateur en 2003.

## Biographie

### Famille et travail infantile
Paulo Paim est né dans la ville de Caxias do Sul le 15 mars 1950, l'un des dix enfants d'Ignácio Alves Paim et Itália Ventura da Silva Paim.
Issu d'une famille pauvre, il commence à travailler à l'âge de 8 ans. À l'âge de 12 ans, il obtient une place au Service National d'Apprentissage Industriel (SENAI), où il suit des cours techniques et fréquente un gymnase local, où il est président du syndicat des étudiants.

### Parcours politique

#### Dirigeant syndical et ralliement au PT
Après avoir obtenu son diplôme de métallurgiste au Service national d’apprentissage industriel (pt) (SENAI), il a travaillé chez Metalúrgica Abramo Eberle et Forjasul. En 1981, il devient président du Syndicat des métallurgistes de Canoas. Entre 1983 et 1986, il accède aux postes de secrétaire général et de vice-président national de la Centrale unique des travailleurs (CUT).
En 1985, il rejoint le Parti des travailleurs.

#### Député fédéral
Lors des élections parlementaires brésiliennes de 1986, il est élu député fédéral du Rio Grande do Sul, devenant également député de l'Assemblée constituante, comme Lula, chargé de rédiger une nouvelle Constitution.
En 1989, il s'est rendu en Afrique du Sud, au nom de l'Assemblée constituante, pour demander la libération de Nelson Mandela, au sein d'une commission composée des députés Benedita da Silva (pt) (PT), Domingos Leonelli (pt) (PMDB), João Herrmann Neto (pt) et Caó (pt) (PDT).
Paulo Paim est réélu député lors des élections parlementaires de 1990, 1994 et 1998. Entre 1993 et 1994, il a présidé la Commission du travail et de l'administration de la fonction publique. Il a également provoqué une controverse en 2001 lorsque, en protestant contre un projet de loi, il a déchiré une copie de la Constitution fédérale, et le document qui demandait sa destitution.
l est l'auteur du projet de loi, en 1997, qui a créé le Statut des personnes âgées, ainsi que du projet de loi qui a rebaptisé la loi, en 2022, le Statut des personnes âgées. Il a également déposé des projets de loi établissant le statut de l'égalité raciale et sur la Sécurité sociale.

#### Sénateur et activité législative
Lors des élections de 2002, il est candidat en tant que sénateur, réussissant à battre la sénatrice sortante Emília Fernandes.
Entre 2003 et 2005, il est Premier vice-président du Sénat. Entre 2007 et 2009, il est président de la Commission des droits de l'homme et de la législation participative.

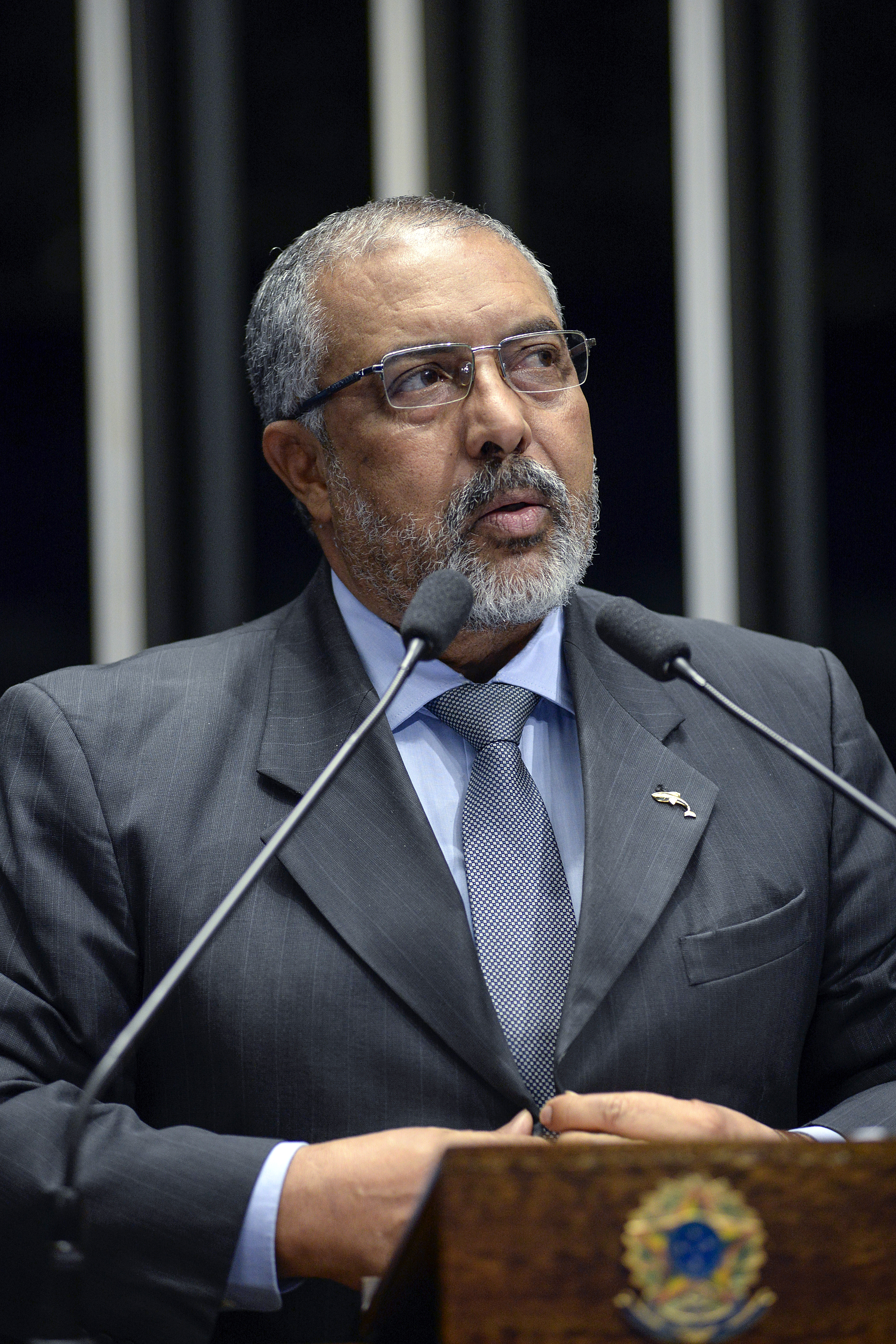
Paulo Paim en 2018.

Lors des élections du Rio Grande do Sul en 2010, il s'est présenté à la réélection au Sénat, obtenant le plus grand nombre de voix avec 33,83 % des suffrages valides.
En 2012, Paim a remporté le prix Congresso em Foco dans la catégorie Protection des consommateurs. Il est le co-auteur du projet de loi brésilien d'inclusion de 2015, qui a créé le Statut des personnes handicapées, entré en vigueur en mars 2016.
Lors des élections de 2018, il est réélu sénateur avec 1 875 245 voix. À l'issue de l'élection, Paulo Paim est le seul sénateur des régions du Centre-Ouest, du Sud et du Sud-Est à être réélu.